# George Dyer (rugby à XV)
Pour les articles homonymes, voir George Dyer et Dyer.
Pas d'image ? Cliquez ici

a Compétitions nationales et continentales officielles uniquement.

b Matchs officiels uniquement.
Dernière mise à jour le 21 juin 2025.
George Dyer, né le 22 octobre 1999, est un joueur néo-zélandais de rugby à XV évoluant au poste de pilier droit pour la province de Waikato dans le National Provincial Championship et pour la franchise des Chiefs en Super Rugby.

## Biographie
En mai 2019, George Dyer est retenu avec l'équipe de Nouvelle-Zélande des moins de 20 ans pour le Championnat du monde junior. Durant la compétition, il dispute quatre matchs et inscrit un essai.
La même année, il fait ses débuts professionnels avec Waikato en septembre durant la deuxième journée du National Provincial Championship (NPC) contre North Harbour.
Pendant la saison 2021 de NPC (en), il remporte la compétition avec son équipe en étant notamment titulaire lors de la finale gagnée 23 à 20 contre Tasman,.
Pour la saison 2022 de Super Rugby, il est nommé dans un groupe de réservistes des Chiefs. Finalement, il fait ses débuts avec cette équipe au cours de la quatrième journée contre les Crusaders. Cette saison-là, il prend part à huit rencontres, toutes comme remplaçant.
La saison de Super Rugby suivante, il fait pleinement partie de l'effectif des Chiefs. Sa franchise se rend jusqu'en finale de la compétition mais elle est battue 25 à 20 par les Crusaders dans un match où il est titulaire,.
Durant l'été 2023, il est retenu avec les All Blacks XV (en), l'équipe réserve de la Nouvelle-Zélande, afin d'affronter le Japon. Il prend part au second match remporté 41 à 27 par les siens.
Lors de la saison 2024 de Super Rugby, il est une nouvelle fois finaliste de la compétition avec son équipe. Titulaire lors de la finale, il écope d'un carton jaune à la cinquantième minute de jeu, permettant aux Blues d'inscrire un essai dans la foulée. Les Blues s'imposent finalement largement 41 à 10 et les Chiefs perdent leur deuxième finale d'affilée. 
À l'automne 2024, il est une nouvelle fois sélectionné avec les All Blacks XV, pour des matchs contre le Munster et la Géorgie. Il est titulaire et réalise une bonne performance lors de la victoire 38 à 24 contre le Munster.
Durant la saison 2025 de Super Rugby, étant toujours un titulaire avec les Chiefs, il termine finaliste de la compétition pour la troisième fois d'affilée. Les Chiefs sont une nouvelle fois battus par les Crusaders, sur le score de 16 à 12, il inscrit un essai durant le match.

## Palmarès
- Vainqueur du National Provincial Championship en 2021 (en) avec Waikato.
- Finaliste du Super Rugby en 2023, 2024 et 2025 avec les Chiefs.